# Солнце (Челябінська область)
Солнце (рос. Солнце) — селище у Варненському районі Челябінської області Російської Федерації.
Входить до складу муніципального утворення Толстинське сільське поселення. Населення становить 329 осіб (2010).

## Історія
Від 27 лютого 1927 року належить до Варненського району, спочатку у складі Троїцького округу Уральської області, а відтак — Челябінської області.
Згідно із законом від 9 липня 2004 року органом місцевого самоврядування є Толстинське сільське поселення.

## Населення
| 2002 | 2010 |
| ---- | ---- |
| 371  | ↘329 |